# Przemysław Tejkowski
Przemysław Tejkowski (ur. 21 lutego 1968 w Krakowie) – polski aktor teatralny i filmowy, menadżer, dyrektor teatru.

## Życiorys
W 1990 roku ukończył krakowską Państwową Wyższą Szkołę Teatralną na Wydziale Aktorskim (dyplom w 1991). Początkowo był aktorem w Nowym Sączu. Ma na swoim koncie kilkadziesiąt ról teatralnych. Do najważniejszych należą: Moryś w Ścisłym nadzorze, Grabiec w Balladynie, Lizander w Śnie nocy letniej, Łazarz w Łazarzu, Poeta w Weselu, Alfred w Mężu i żonie, Julius w Miłości w Wenecji, Hajmon w Antygonie, Sierżant w Policji, Jim O’Connor w Szklanej menażerii, Zbigniew w Mazepie, Kapelan w Damach i huzarach, Filip w Iwonie księżniczce Burgunda, Pilot w Małym Księciu, Jasza Mazur w Sztukmistrzu z Lublina oraz Konferansjer i Marcel Cersan w Piaf.
Od 19 grudnia 2009 do 6 maja 2011 członek zarządu TVP S.A. Od 2016 wiceprzewodniczący Rady Nadzorczej TVP. W 2020 pełniący obowiązki przewodniczącego rady nadzorczej TVP. Od 2011 do 2013 zasiadał w radzie nadzorczej Miejskiej Komunikacji Samochodowej w Dębicy, a następnie wszedł w skład rady nadzorczej uzdrowiska Rymanów-Zdrój. W lutym 2016 objął stanowisko prezesa Polskiego Radia Rzeszów, ponownie wybrany w marcu 2022. Został odwołany z tego stanowiska w styczniu 2024. Od 2025 występuje w serialu satyrycznym pt. Rudy i brudy emitowanym na kanale wPolsce24, gdzie odgrywa postać Radosława Świrowskiego (parodia Radosława Sikorskiego).

## Kariera teatralna
- Lubuski Teatr im. Leona Kruczkowskiego Zielona Góra 1991–1991 aktor;
- Tarnowski Teatr im. Ludwika Solskiego Tarnów 1992–1994 aktor;
- Teatr im. Wandy Siemaszkowej Rzeszów 1994–2004 aktor;
- Teatr Bagatela im. Tadeusza Boya-Żeleńskiego Kraków 2004–2005 aktor;
- Teatr im. Wandy Siemaszkowej Rzeszów 2007–2011 dyrektor naczelny.

## Filmografia
- 2007 – Kryminalni jako Krzysztof Rybarczyk (odc. 71)
- 2005–2008 w Biuro kryminalne jako taksówkarz Janusz Wojnarowski
- 2000 – Ogniem i mieczem (serial TV) jako Tyzenhauz
- 1999 – Ogniem i mieczem jako Tyzenhauz
- 1996 – Szamanka jako mężczyzna na przyjęciu (nie występuje w czołówce)
- 1988 – Gwiazda Piołun jako chłopak z bandy atakującej Witkacego (nie występuje w czołówce)